# 丑バラ
『丑バラ』（うしバラ）は、毎日放送ラジオ（MBSラジオ）で2007年10月6日から2008年9月27日まで放送されていたラジオ番組。
なお放送開始・終了日などはあくまで暦日で表記しているため、注意のこと。

## 概要
放送時間は、2008年6月までは土曜日（金曜深夜）の2時00分 - 4時55分であったが、7月からラジオ朗読版「歎異抄をひらく」がスタートしたので、終了時間が4時40分となった。
スタート時は、「ゴーK!」「たま・きんラジオ」が月イチ放送だったが、2008年4月以降は「ゴーK!」の終了に伴い、「バッファロー吾郎の赤マル！おとなの時刻」が月イチ放送となった。レギュラー番組と特番の割合がほぼ半々であり、特番の方は、特に内容が決められていない為、2004年まで土曜深夜に放送していた月極ラジオにコンセプトが近いが、芸人などが担当することが多い。
タイトルは、丑の刻のバラエティから。

## 前番組からの流れ
元々この時間帯は、麒麟のゴーK!を毎週放送していたが、麒麟が忙しくなり東京の仕事が増えたため月一放送となり丑バラとして各週違うメンバーで行われることとなった。ただ、2008年12月29日のオールザッツレイディオ2008で川島が「大阪での生放送はきついから、東京スタジオからできるようにお願いしたら、月イチになった」「ディレクターに月イチしか時間が取れなくなったと言われた。その時間を若手に取られた」とMBS側から言われた結果と語っている。

## 月一番組

### たま・きんラジオ
放送期間
2007年10月 - 2008年9月
出演者
- 中山功太
- スマイル（瀬戸洋祐・ウーイェイよしたか）
- ジャルジャル（後藤淳平・福徳秀介）
- 女性アシスタント
  - 福島英美里（第7 - 12回）
  - 上河内美里（第5・6回）
  - SERA（第4回）
  - 川村沙織（第2・3回）
  - ICHIKA（第1回）

### ゴーK!
放送期間
2007年10月 - 2008年3月

### バッファロー吾郎の赤マル！おとなの時刻
放送期間
2008年4月 - 9月
出演者
- バッファロー吾郎（木村明浩・竹若元博）

ゲスト（赤マル！芸人）
- 第1回：お～い！久馬・ヤナギブソン（共にザ・プラン9）
- 第2回：浅越ゴエ（ザ・プラン9）、土肥ポン太
- 第3回：野性爆弾（川島邦裕・ロッシー）
- 第4回：ダイアン（西澤裕介・津田篤宏）
- 第5回：りあるキッズ（安田善紀・長田融季）
- 第6回：天津（木村卓寛・向清太朗）

### アイドルラジオ
放送期間
2007年10月 - （月一ではなく不定期に放送）
出演者
- 松本美香
- 岡友美（青空）
- 伊藤広（MBSアナウンサー時代に出演）

## 担当したパーソナリティ

### 2007年
10月6日 たま・きんラジオ（第1回）
10月13日 ゴーK!（丑バラ枠での第1回）
10月20日 チョップリンの芝居場
チョップリン（小林幸太郎・西野恭之介）、中村恭子
10月27日 兵動大樹の兵動ぼっち
兵動大樹（矢野・兵動）、ハスミマサオ（番組構成作家）、御秒奈々、プリンセスさとし
11月3日 ドキッ!女だらけのアイドルラジオ
松本美香、岡友美（青空）、伊藤広（MBSアナウンサー、主にインタビューパートに出演）
インタビューパート 松浦亜弥、清水由紀、時東ぁみ、浜田翔子、安倍なつみ、安藤絵里菜
録音コメント 新垣結衣、他多数
11月10日 ゴーK!（丑バラ枠での第2回）
11月17日 たま・きんラジオ（第2回）
11月24日 えろすの宴「ピクピクフライデーナイツ」
小出水（シャンプーハット）、すっちー、月亭八光
12月1日 かしこなヨル
宇治原史規（ロザン）、有馬晴海、御秒奈々
12月8日 キネマ談
なだぎ武（ザ・プラン9）、西野恭之介（チョップリン）、石原正一（劇団 石原正一ショー）
12月15日 たま・きんラジオ（第3回）
12月22日 ゴーK!（丑バラ枠での第3回）
12月29日 2007アイドルアワード
松本美香、岡友美（青空）、伊藤広

### 2008年
1月5日 ドラマチックな奴ら
土田英生（脚本家）、浅越ゴエ（ザ・プラン9）、小塚舞子
1月12日 たま・きんラジオ（第4回）
1月19日 ゴーK！（丑バラ枠での第4回）
1月25日 「後藤ひろひととスマイルの王室箱」
後藤ひろひと（演出家）、スマイル（瀬戸洋祐、ウーイェイよしたか）、アリスン（ギミック）、宮戸洋行（GAG少年楽団）、ガリガリガリクソン、福田雄二
2月2日 兵動大樹の兵動ぼっち（第2回）
プリンセスさとし、よね皮ホホ骨、たいぞう
2月9日 たま・きんラジオ（第5回）
2月15日 しげおBOYSのLIVE STAND スペシャル
サバンナ高橋・ジャンクション原田・天津木村・ダイアン津田・ ミサイルマン西代・スマイルよしたか・銀シャリ橋本
2月23日 シンデレラエキスプレス誕生20周年企画 シンデレラエキスプレス
シンデレラエキスプレス、近藤光史（フリーアナウンサー、※電話出演）、代走みつくになどの松竹芸能の若手芸人四人（トークに参加せずスタジオに来ていただけ）
3月1日 ゴーK！（丑バラ枠での第5回）
3月8日 MBS春のアイドルまつり！
松本美香・岡友美（青空）・伊藤広アナ ゲスト：城田優・夏帆・佐野和真・アイドリング!!!・寺田有希
3月15日 MJ（マンガ・ジョッキー）
竹内祐（デス電所）・石原正一（石原正一ショー）・木村明浩（バッファロー吾郎）
3月22日 たま・きんラジオ！（第6回）
3月29日 ゴーK！（丑バラ枠での第6回、最終回）
4月5日 ラーメン・つけ麺バカラジオ!
てつじ（シャンプーハット）・とろサーモン村田・ガリガリガリクソン・極悪連合キバ
4月12日 たま・きんラジオ！（第7回）
4月19日 バッファロー吾郎の赤マル！おとなの時刻（第1回）
4月26日 オールナイトTKOTKO・DA-DA・チョップリン
5月3日 関西音楽談義内藤聡・小塚舞子 ゲスト：ザ50回転ズ・ANATAKIKOU・FREEASY BEATS
5月10日 バッファロー吾郎の赤マル！おとなの時刻（第2回）
5月17日 たま・きんラジオ！（第8回）
5月25日 サウンドキングダムの憂鬱石原正一・天津向
5月31日 アイドルラジオ 夏を待てないSP
松本美香・岡友美（青空）・伊藤広アナ
6月7日 たま・きんラジオ！（第9回）
6月14日 ドラマチックな奴ら２
土田英生（脚本家）、八木早希アナ・寺本覚（放送作家）
6月21日 バッファロー吾郎の赤マル！おとなの時刻（第3回）
6月28日 オールナイトTKO2TKO・なすなかにし・オーケー小島
7月5日 シンデレラエクスプレスのTENGEKIネットワークシンデレラエクスプレス・代走みつくに・かみじょうたけし・笑福亭瓶成・鳳仙花・安田団長（安田大サーカス）・海原はるか※（海原はるか・かなた）・近藤光史※（フリーアナウンサー）（※共に電話出演）
7月12日 ブログで遊ぶのだ！天津（木村、向）・宇都宮まき・span!（マコト、水本）
7月19日 たま・きんラジオ！！（第10回）
7月26日 バッファロー吾郎の赤マル！おとなの時刻（第4回）
8月2日 U.K.チアミュージックSP U.K.・U.G. ほか
8月9日 たま・きんラジオ！！（第11回）
8月16日 バッファロー吾郎の赤マル！おとなの時刻（第5回）
8月23日 アイドルラジオ
松本美香・岡友美（青空）・伊藤広（現在は、毎日放送のアイドル大好き営業マン。電話出演）・Berryz工房・℃-ute・THEポッシボー・Buono!・瀬戸康史・武田航平・森下悠里
8月30日 ラーメン・つけ麺バカラジオ!2
ジャンプーハットてつじ・とろサーモン村田・ガリガリガリクソン
9月6日 20周年少年
シンデレラエキスプレス・DA-DA・安田団長（安田大サーカス）
9月13日 バッファロー吾郎の赤マル！おとなの時刻（最終回）
9月20日 たま・きんラジオ！！（最終回）
9月27日 しゃべりすぎだよ！天津は！
天津・ダイアン・モンスターエンジン